# Thomas Was Alone
Thomas Was Alone — компьютерная инди-игра в жанре платформера с элементами головоломки, созданная Майком Бителлом (англ. Mike Bithell), изначально созданная в виде браузерной Flash-игры в октябре 2010. Игра была расширена и выпущена на Microsoft Windows и OS X в июне 2012. В апреле 2013 были выпущены дополненные версии для PlayStation 3 и PlayStation Vita, а версия для Linux была презентована одновременно со включением игры в Humble Bundle в мае 2013. Для устройств на платформе iOS игра была выпущена 15 мая 2014.
Игрок управляет одним или, что чаще, несколькими прямоугольниками или квадратами разных цветов и размеров. У каждого прямоугольника есть имя и индивидуальные черты характера, включая и Томаса, упоминаемого в названии. Взаимоотношения между персонажами доносятся до игрока закадровым голосом.

## Геймплей
Действие Thomas Was Alone происходит в неком виртуальном пространстве, в котором некоторое Событие наделило процедуры искусственного интеллекта индивидуальностью и возможностью бесконтрольно действовать. Каждая сущность показана в виде цветного прямоугольника. Прямоугольники могут перемещаться влево, вправо, а также прыгать. У каждого из персонажей есть свои уникальные способности, в частности, большие прыжки или возможность плавать по воде (остальные прямоугольники погибают, оказавшись в ней). Когда у игрока есть возможность управлять сразу несколькими персонажами, он может переключаться между ними, управляя одним персонажем в один момент времени.

## Отзывы
| Сводный рейтинг     | Сводный рейтинг                                                   |
| Агрегатор           | Оценка                                                            |
| ------------------- | ----------------------------------------------------------------- |
| GameRankings        | (PC) 76,92 % (PS3) 79,76 %                                        |
| Metacritic          | (iOS) 88/100 (PS3) 80/100 (WIIU) 79/100 (VITA) 78/100 (PC) 77/100 |
| Иноязычные издания  |                                                                   |
| Издание             | Оценка                                                            |
| Destructoid         | 9/10                                                              |
| Edge                | 7/10                                                              |
| GameSpot            | 7.5/10                                                            |
| IGN                 | 8/10                                                              |
| Joystiq             | [ 12 ]                                                            |
| The Daily Telegraph | [ 13 ]                                                            |
| TouchArcade         | (iOS)                                                             |
| Награды             |                                                                   |
| Издание             | Награда                                                           |
| BAFTA Games Awards  | Best Performer: Danny Wallace                                     |

Игра получила преимущественно положительные отзывы. Критики высоко оценили использование повествования для придания в противном случае упрощенных форм личностей, а также тщательное введение и темп головоломок для создания плавной кривой обучаемости в достаточно короткой игре. На сайте-агрегаторе Metacritic средняя оценка игры составляет 80 из 100 на платформе PlayStation 3, 79 из 100 на Wii U, 78 из 100 на PlayStation Vita и 77 из 100 на PC.

## Продажи
Летом 2018 года, благодаря уязвимости в защите Steam Web API, стало известно, что точное количество пользователей сервиса Steam, которые играли в игру хотя бы один раз, составляет 581 719 человек.